# Battaglia di Kouno
La battaglia di Kouno fu una battaglia con esito non decisivo che ebbe luogo tra le truppe francesi e l'esercito guidato da Rabih al-Zubayr, nel contesto dell'espansione coloniale francese in Africa e più precisamente in Ciad.
Nel 1899 i francesi organizzarono tre colonne militari dirette verso il Ciad: la missione Gentil che procedeva verso nord dal Congo francese, la missione Voulet-Chanoine (in seguito missione Joalland-Meynier) che procedeva verso est dal fiume Niger e la missione Foureau-Lamy che procedeva verso sud dall'Algeria. Scopo primario delle missioni era quello di congiungere i territori coloniali francesi dell'Africa occidentale.
Il 16 agosto 1899 il capo della missione Gentil, il capitano Émile Gentil, fu informato che la colonna Bretonnet-Braun era stata annientata, il 17 luglio nella battaglia di Togbao, dal signore della guerra Rabih al-Zubayr.
Gentil, prima di compiere il congiungimento delle tre missioni, decise di affrontare Rabih. Lasciati a Fort-Archambault (l'attuale Sarh) venti uomini sotto il comando del maréchal de logis Bauguies, il 23 ottobre Gentil iniziò a risalire il fiume Chari. Aveva a disposizione tre cannoni, cui si aggiungevano un cannone sulla nave a vapore Léon-Blot ed un altro su una chiatta. Una colonna formata dagli uomini di Cointet e Lamothe, al comando del capitano Robillot, prese invece la via di terra marciando vicino alla riva del fiume.
Il 26 ottobre Gentil si accampò vicino alle colline di Togbao, a soli 20 km dalle forze di Rabih. Qui ispezionò il campo di battaglia dello scontro del 17 luglio e unì le sue forze a quelle di Robillot. Il 28 ottobre Gentil imbarcò la maggior parte delle sue forze e procedette verso Kouno, che fu avvistata alle 9:00. A Kouno si trovava Rabih, che era a conoscenza dell'arrivo della nave a vapore, ma non era a conoscenza della presenza delle compagnie che marciavano lungo il fiume.
Gentil ordinò immediatamente al battello a vapore e alla chiatta di aprire il fuoco con i loro cannoni. Contemporaneamente, con grande sorpresa delle forze di Rabih, la colonna che procedeva via terra fece lo stesso con la sua artiglieria. Le forze di Rabih risposero usando la loro artiglieria, cioè i tre cannoni catturati ai francesi nella battaglia di Togbao, che usarono con notevole abilità. Rabih aveva anche posizionato sulla sinistra un gruppo di fucilieri, il cui fuoco iniziò a mettere in difficoltà i tirailleur senegalesi di Robillot, che decise quindi di ordinare un assalto alla baionetta alle linee di Rabih. Di fronte a tale assalto, i fucilieri di Rabih, che erano provvisti solo di armi da fuoco, fuggirono disordinatamente verso Kouno.
L'assalto portò i francesi alla periferia di Kouno, a cui diedero fuoco. Continuarono ad avanzare, finché si trovarono davanti alle fortificazioni di Kouno. Qui Rabih aveva riunito tutte le sue forze, che iniziarono un massiccio fuoco di fucileria sostenuto da un pezzo di artiglieria.
Dopo tre ore di battaglia, verso le 12:00, alcuni degli uomini di Rabih cominciarono a cedere e a fuggire. La situazione si aggravò quando fu ucciso uno dei più importanti luogotenenti di Rabih, Othman Cheiko, governatore di Kousséri. Gentil ordinò di attaccare la palizzata con un assalto alla baionetta, che fu respinto dopo duri combattimenti da Rabih in persona con le poche centinaia di uomini che ancora resistevano accanto a lui.
Il fuoco di fucileria continuò, ma alle 16:30 Gentil fu costretto ad ammettere che quel giorno non sarebbe riuscito a prendere il forte nemico. I francesi avevano subito pesanti perdite: dei 344 soldati schierati all'inizio della battaglia, 46 erano morti e 106 feriti.Tra i morti c'era il maréchal de logis de Possel, mentre gravemente feriti erano il capitano Robillot e il tenente Kieffer. Anche Rabih aveva subito importanti perdite e alcuni dei suoi porta bandiera erano stati uccisi, tra i quali Boubakar, luogotenente capo di Rabih.
Genti passò la notte vicino al forte; la mattina seguente, dopo aver verificato che, oltre alle perdite umane, le munizioni e le provviste erano quasi finite, ordinò la ritirata verso Fort-Archambault, dove i francesi tornarono senza problemi.
La battaglia si era rivelata inconcludente: entrambe le parti avevano subito pesanti perdite, Kouno non era stata presa, Rabih continuava ad essere l'ostacolo principale alla conquista francese del Ciad. Nonostante ciò Gentil riuscì a proseguire nella sua marcia e a congiungersi con le missioni Voulet-Chanoine e Foureau-Lamy.